# كيم تاي شيك
كيم تاي شيك (هانغل: 김태식) مواليد 4 يوليو 1957 في غانغوون، هو ملاكم محترف كوري جنوبي معتزل كان يصنف ضمن فئة وزن الذبابة. حقق بطولة رابطة الملاكمة العالمية.

## إحصائيات
خاض خلال مسيرته 20 نزالا، فاز في 17 ولم يتعادل وخسر في 3. فاز بالضربة القاضية في 13 نزالا.

## روابط خارجية
- كيم تاي شيك على موقع بوكس ريك (الإنجليزية) (registration required)